# Audun Grønvold
Audun Grønvold (28. února 1976 Hamar – 15. července 2025) byl norský akrobatický lyžař.

## Kariéra
Audun Grønvold získal bronzovou medaili v běhu na lyžích na mistrovství světa v akrobatickém lyžování 2005.
V roce 2007 vyhrál Světový pohár ve skikrosu. V roce 2010 reprezentoval Norsko na Zimních olympijských hrách ve Vancouveru, kde získal bronzovou medaili v mužském skikrosu. Jeho nejlepším úspěchem ve Světovém poháru bylo třetí místo ve sjezdu.
Aktivní sportovní kariéru ukončil v roce 2010 kvůli problémům se zraněním. Po skončení aktivní kariéry byl v letech 2010 až 2012 pověřen funkcí trenéra norské reprezentace v běhu na lyžích.

## Smrt
Audun Grønvold zemřel 16. července 2025 ve věku 49 let poté, co byl zasažen bleskem na své chatě. Následně byl převezen do nemocnice, kde na následky svých zranění zemřel.